# Nous travaillons ensemble
Nous travaillons ensemble (Abk.: NTE; deutsch: Wir arbeiten zusammen) ist ein Gestalter-Kollektiv mit Studio im 20. Arrondissement in Paris. Neben dem festen Stamm (Alex Jordan, Ronit Meirovitz, Anette Lenz, Isabelle Jégo, Vanina Gallo und Valérie Debure) wird in bestimmten Projekten mit weiteren Künstlern zusammengearbeitet.

## Geschichte und Gegenwart
Gegründet wurde NTE 1989/90 in Montreuil-sous-Bois als Arbeitsgruppe innerhalb von Grapus. Die Initiatoren waren Alex Jordan (Grapus seit 1976, Ko-Direktion) und Ronit Meirovitz. Anette Lenz schloss sich den beiden an. Nach der Auflösung von Grapus 1991 stießen noch Isabelle Jégo und Vanina Gallo, 1996 Valerié Debure sowie Sébastien Courtois und Elodie Cavel 2006 zu dem Kollektiv. Kopf der Gruppe ist Alex Jordan, Meisterschüler von Joseph Beuys, von 1976 bis 1990 bei Grapus und seit 1993 Professor an der Kunsthochschule Berlin-Weißensee.

### Ziele
Das Motto von NTE ist es, trotz politischen, sozialen oder kulturellen Engagements etwas Humor in der Arbeit nicht zu vergessen. Das Lächeln kann ebenfalls sensibilisieren und eine Botschaft ohne “Kommando”-Ton vermitteln. Der Humor wird nicht allein durch die Grafik vermittelt, oft arbeiten NTE auch mit mehreren textbasierenden Bedeutungsebenen. Mittel der Kommunikation von NTE sind die Provokation in allen visuellen Möglichkeiten und Bilder mit einer einfachen, unmittelbaren Sprache, gleichzeitig mit einer Bedeutung aus der sozialen Realität des örtlichen Lebens oder des globalen Dorfes zu verknüpfen.
An einem großen runden Tisch werden alle Ideen und Konzepte gemeinsam diskutiert. Der Einfluss von Grapus ist nicht zu übersehen: Wie bei Grapus werden die Arbeiten nur mit dem Namen des Studios signiert. Auch arbeiten NTE ebenfalls oft mit Provokation, mit skizzenhaften Bildern, mit stark leuchtenden und kräftigen Farben. NTE arbeiten in der grafischen Tradition von Grapus weiter, sind allerdings in der Formensprache nicht mehr so avantgardistisch wie Grapus zu seiner Zeit.

### Formen
Die Darstellungsformen sind sehr breit gefächert: NTE arbeiten oft mit schwarzen Linienzeichnungen, Wasserfarben, Fotografien, Skulpturen, Illustrationen, z. B. mit Matrizen (Drucktechnik), gekritzelten, markierten, einfach komponierten Handschriften und sehr lebhafte Farben, die die Netzhaut reizen und strukturiert und/oder geschlechtsspezifisch verwendet werden. Außer dass der Computer bei NTE eher ein sekundäres Arbeitsgerät ist, gibt es keine Hierarchie bei der Verwendung der Medien. Alles wird getestet und auf seine spezifische Funktion überprüft.
Zu den Aufträgen von NTE zählen Kommunikationskampagnen,  bildungspolitische Aktionen, Szenografische Arbeiten (Ausstellungsdesign) Identitätsdesign, Kataloge, Publikationen, und Multimedia-Arbeiten. Zusätzlich bekämpfen oder unterstützen sie in freien Arbeiten Dritte. Zum Kundenkreis von NTE gehören Mittelstädte wie Nîmes und Dieppe, Pariser Vororte wie Aubervilliers oder Bagnolet, die Metropole Paris, Institutionen, wie die Pariser Verkehrsbetriebe, das französische Ministerium für Jugend und Sport, das Kultusministerium, humanitäre und bildungspolitische Organisationen, wie Emmaüs, Le Secours populaire français,  Museen, wie das Museum für jüdische Kunst und Geschichte und sozio-kulturelle Zentren, Festivals und Veranstaltungen, wie das Europäische Sozialforum.

## Graffiti und die Arbeiten von Grapus und NTE
- Bombing / Quick pieces: einfarbig ausgemalte Bilder
- Outlines: kontraststarke Umrandungen
- "Straßenkunst": Eroberung des öffentlichen Raumes (Reclaim the streets)
- Menetekel-Funktion (vor Unheil warnend): Arbeit als politisches Thermometer
- Provokation, reiz- und schmerzerzeugende Grafik, die gleichzeitig faszinieren und das Auge lenken
- Anarchie
- engagement & und grafik design – Projekt zu post-grapus Grafik Kollektiven in Frankreich info